# 팡안나
팡안나(方安娜, 1988년 5월 19일 ~ )은 중국의 배우이다.

## 출연작

### 드라마
- 2010년 안후이 위성 텔레비전 해돈제일극장 《홍루몽》 - 앵아 역
- 2011년 CCTV-1 제일특약극장 《진시황의 진용》 - 매강 역
- 2011년 선전 위성 텔레비전 황금극장 《대장여장번리화》 - 설금련 역
- 2012년 후난위성텔레비전 금응독파극장 《애적밀방》 - 린샤오샤오 역
- 2012년 장쑤 위성 텔레비전 행복극장 《춘추시대》 - 바이링 역
- 2012년 CCTV-8 황금강당극장 《삼진산성》 - 하춘란 역
- 2014년 저장 위성 텔레비전 중국람극장 《청년의생》 - 톈리 역
- 2016년 중국 텔레비전 공사 미니시리즈 《황은호탕》 - 자오샤오 역
- 2017년 CCTV-8 황금강당극장 《장혼인진행도저》 - 왕샤오야 역
- 2017년 아이치이 웹드라마 《대화서유지애니일만년》 - 우향향 역
- 2018년 아이치이 웹드라마 《연희공략》 - 진아 역
- 2019년 아이치이 웹드라마 《호란전》 - 미사라 역
- 2019년 아이치이 웹드라마 《열화군교》 - 황지에 역
- 2020년 아이치이 웹드라마 《빈변불시해당홍》 - 십구 역
- 2021년 아이치이 웹드라마 《려가행》 - 원장제 역
- 2021년 빌리빌리 웹드라마 《쌍경》 - 장만 역
- 2022년 유쿠 웹드라마 《전가》 - 역기어 역